# 本多忠平
本多 忠平（ほんだ ただひら）は、江戸時代前期の大名。陸奥国白河藩の第2代藩主、下野国宇都宮藩主、大和国郡山藩の初代藩主。官位は従四位下・能登守。

## 生涯
寛永9年（1632年）、本多忠義の長男として誕生した。寛文2年（1662年）11月25日、父の隠居により家督を継ぐ。弟のうち忠利に1万石（陸奥石川藩）、忠以に1万石（陸奥浅川藩）、忠晴に新田2500石、忠周に新田2500石を分与し、都合10万石となる。
天和元年（1681年）、宇都宮藩に移封された。宇都宮藩では年貢を減税するなど善政を布いたため民から慕われ、僅か4年後の貞享2年（1685年）に大和国郡山藩へ移封された後も宇都宮との領民との交流が続いた。
貞享2年（1685年）6月22日には郡山に12万石で移された。藩政においては城下町の新設や藩札の発行を行なっている。また、松波良利や上島鬼貫を登用して財政改革も行なったが、失敗に終わった。
元禄8年（1695年）10月15日、江戸で死去した。享年66。実子がなかったため、実弟で養嗣子の忠常が跡を継いだ。

## 系譜
- 父：本多忠義（1602年 - 1676年）
- 母：法光院 - 森忠政娘
- 正室：奈阿（1634年 - 1697年） - 慈雲院、池田光政娘
- 養子
  - 男子：本多忠常（1661年 - 1709年） - 本多忠義の六男
  - 女子：心涼院 - 水野忠盈正室、本多忠義の娘